# اضطهاد ثلاثي
الاضطهاد الثلاثي هو نظرية طورها الاشتراكيون السود في الولايات المتحدة، أمثال كلوديا جونز. تذكر النظرية أن هنالك صلة بين مختلف أنواع الاضطهاد، وعلى وجه التحديد بين الطبقية والعنصرية والتحيز الجنسي. تفترض النظرية أنه من الواجب التغلب على أنواع الاضطهاد الثلاثة دفعة واحدة. يشار إلى النظرية أيضًا باسم «الخطر المزدوج»، أو جاين كرو، أو الاستغلال الثلاثي.

## نبذة تاريخية
قبل صياغة مصطلح الاضطهاد الثلاثي، ناقشت باحثات سوداوات في القرن التاسع عشر الاضطهادات المميزة التي تتعرض لها النساء السوداوات. كإبطالية مؤيدة لمبدأ إبطال الاسترقاق، أكدت سوجورنر تروث على أن عرقها وجنسها على حد سواء؛ هما سببا الصراعات التي واجهتها. أعربت تروث عن معارضتها للتعديل الخامس عشر لدستور الولايات المتحدة بحجة أن زيادة سلطة الذكور ستؤدي إلى المزيد من اضطهاد النساء السوداوات. وفي خطبة ألقتها عام 1867، قالت تروث: «… في حالة إذا ما تحصل الرجال الملونون على حقوقهم ولم تتحصل النساء الملونات على حقوقهن؛ فسوف نرى الرجال الملونين يتصرفون كالأسياد على النساء الملونات». علاوة على ذلك، قالت إليزابيث كادي ستانتون، المناصرة لمبدأ حق المرأة في الاقتراع، بأنه في حالة عدم حصول النساء السوداوات على الحق في التصويت وحصول الرجال الملونين عليه؛ فإن النساء السوداوات سيعانين من «عبودية ثلاثية لا يعانيها الرجل أبدًا». وناقشت آنا جوليا كوبر الاستعباد المزدوج للنساء السوداوات بناء على العرق والجندر. وعلاوة على ذلك، بحثت الناشطة ماري تشيرش تيريل في عام 1904، في التمييز الفريد الذي تواجهه النساء السوداوات؛ عندما كتبت عن التمييز ضد النساء الملونات كنتيجة لعرقهن وجنسهن على حد سواء.
وفقًا لإريك مكدوفي، فإن مصطلح «الاستغلال الثلاثي» قد صاغته الناشطة وعضو الحزب الشيوعي لويز تومسون باترسون في ثلاثينيات القرن العشرين لوصف الاضطهاد المتعلق بالطبقية والجندر والعرق؛ والذي تعاني منه النساء السوداوات على وجه التحديد.
انتشر مصطلح الاضطهاد الثلاثي أثناء الفترة الانتقالية عندما ضَعُف اليسار القديم كحركة في مرحلة ما بعد الحرب العالمية الثانية. وقد بلغت الشيوعية ذروتها داخل المناخ السياسي في ستينات القرن العشرين، وذلك رغم بروزها كحركة في السنوات السابقة. كان الحزب الشيوعي يتألف من أعضاء مهاجرين وأجانب ومن تحالفات مختلفة كانت مرتبطة في السابق بالحزب الاشتراكي الأمريكي؛ لم يبذل هؤلاء الأعضاء، ولم يكن العديد منهم يتحدث الإنجليزية بطلاقة، جهدًا كبيرًا في إشراك الأمريكيين السود وحقوقهم في الحزب، وذلك حتى عندما كان كل منهم يعكس على نحو متطابق قضايا الآخر. ومع صعود الحزب الاشتراكي، لم تُبذَل أيضًا جهود تُذكَر لإشراك العديد من الأعضاء الأميركيين من أصل أفريقي. وعلى الرغم من التزام القادة والزعماء في كثير من الأحيان بمكافحة التمييز العنصري، فإن الكثيرين في الحزب الاشتراكي لم يولوا قضايا العنصرية اهتمامًا ولم يدركوا كيف أنها تؤثر على الكثيرين في الولايات المتحدة. «فانضم بعض الأمريكيين من أصل أفريقي غير الراضين عن مواقف الاشتراكيين وعن عدم رغبتهم في الحديث عن المسائل العرقية إلى الحزب الشيوعي؛ وانضم آخرون إلى جمعية أخوة الدم الأفريقية (إيه بي بي)، وقد كانت معروفة بأنها منظمة متطرفة لتحرير السود». قدم الحزب الشيوعي المفهوم الجديد الاضطهاد الثلاثي، مركزًا على قضايا العاملات السوداوات. ويتجلى هذا الاضطهاد عبر «قيام أعضاء الجماعات الأكثر حظًا بتهميش أولئك المثقلات بالأعباء المتعددة، وبطمس المطالبات والإدعاءات التي لا يمكن فهمها على أنها نتيجة لمصادر تمييز منفصلة». ركز الحزب على قضايا ذات أهمية كبيرة تتعلق بقضايا العرق والطبقية والجندر مع إدراج القضايا المتعلقة بالتقاطعية أو بتقاطع أشكال التمييز. وبعد الكثير من الإحباط من جانب المواطنين السود، وبعد إعادة صياغة الحزب الشيوعي؛ انضم العديد من الأمريكيين من أصل أفريقي إلى الحزب لتعزيز تحقيق هدف المساواة. وفي نهاية المطاف، بعد الحرب العالمية الأولى والثانية، عانى الحزب الشيوعي من انشقاقات كثيرة؛ تسببت في أن يصبح الحزب أقل عددًا، ما أدى إلى اندثاره في نهاية الأمر. وقد انبثقت وتكونت العديد من الجماعات نتيجة لذلك، من بينها حركات مسلحة مثل حركة الفهود السود.

### كلوديا جونز
أشاعت كلوديا جونز، العضو بالحزب الشيوعي، مفهوم الاضطهاد الثلاثي للنساء السوداوات داخل الحزب الشيوعي. اعتقدت جونز بأن الاضطهاد الثلاثي للنساء السوداوات القائم على أساس العرق، الطبقة الاجتماعية، والجندر قد فاق جميع أشكال الاضطهاد الآخرى. علاوة على ذلك، وضعت نظرية مفادها؛ أن تحرير النساء السوداوات، وهن الأكثر تعرضًا للاضطهاد بين جميع الناس، من شأنه أن يحقق الحرية لكل هؤلاء الذين يعانون من الاضطهاد على أساس العرق والطبقة الاجتماعية والجندر. رأت جونز بأن الحزب الشيوعي قد ركز على اضطهاد ذكور الطبقة العاملة البيض، وقد انتقدت عدم اعتراف الحزب بالاضطهاد الذي تتعرض له النساء السوداوات على وجه التحديد في مقالها «وضع نهاية لإهمال مشاكل المرأة الزنجية» (1949).
كانت جونز على يقين من صياغة حركة نسوية اشتراكية لا تأخذ في الاعتبار فقط قضايا العرق، بل وأيضًا الصراعات المختلفة لجميع النساء العاملات. شعرت جونز بأن النساء الأمريكيات السوداوات قد عانين شكلًا فريدًا من الاضطهاد لم تدركه الحركة النسوية. وزعمت بأنه مع تحرير النساء السوداوات فإن قومية السود تكون أكثر قابلية للتحقيق. وعلى حد تعبيرها:«بمجرد أن تباشر النساء الزنجيات العمل، يتعزز إلى حد كبير نضال الشعب الزنجي بأكمله، ويتعزز بالتالي التحالف المناهض للإمبريالية».
أثّرت آراء جونز في نساء شيوعيات وناشطات سوداوات آخريات، مثل أنجيلا ديفيس وجماعة نهر كومباهي. كتبت ديفيس عن الاضطهاد الثلاثي في كتابها «المرأة، والعرق، والطبقة الاجتماعية» (1981).

## الخطر المزدوج والخطر المتعدد
قدمت فرانسيس بيل مصطلح «خطر مزدوج» في عام 1972 لوصف الاضطهاد المزدوج الذي تتعرض له المرأة السوداء. وفي حين لاحظت بيل أن هذين النوعين من الاضطهاد مرتبطان في كثير من الأحيان بالاضطهاد الاقتصادي، إلا أن هذه الفكرة لم تُدرج في صياغة المصطلح.
وفقًا لديبورا كيه. كينغ، فإن العنصرية والتحيز الجنسي والطبقية مقبولة على نطاق واسع بوصفها الجوانب الرئيسية لوضع المرأة السوداء. ومع ذلك، اقترح بعض الكتاب أن رهاب المثلية أو الهوموفوبيا ينبغي أن تشكل خطرًا إضافيًا في تجربة المرأة السوداء. تعتقد كينغ أن الخطر المزدوج والخطر الثلاثي لا يفسران تمامًا العلاقة بين الاضطهادات المختلفة التي تواجهها النساء السوداوات. وبناء على ذلك صاغت كينغ مصطلح «خطر متعدد» في سنة 1988 للدلالة على أن الاضطهادات متعددة وليست مجرد اضطهادات مضافة. وعلى هذا النحو تعتقد كينغ أن الاضطهادات المختلفة تتفاعل مع بعضها البعض بدلًا من أن تتم على نحو مستقل.
أشار جيم سيدانيوس إلى أنه على الرغم من حقيقة أن جماعات النساء الأقل منزلة (على سبيل المثال النساء السوداوات) يعانين من العنصرية ومن التحيز الجنسي على حد سواء، فإن العنصرية تميل إلى أن تكون موجهة في المقام الأول إلى ذكور الجماعات الأقل منزلة (على سبيل المثال الرجال السود)، وأن الأدلة العملية تدعم فكرة أن أسوأ النتائج توجد على نحو عام في جماعات الذكور الأقل منزلة، وليس في جماعات الإناث كما ما تزعم فرضية الخطر المزدوج.